# Eselsritt

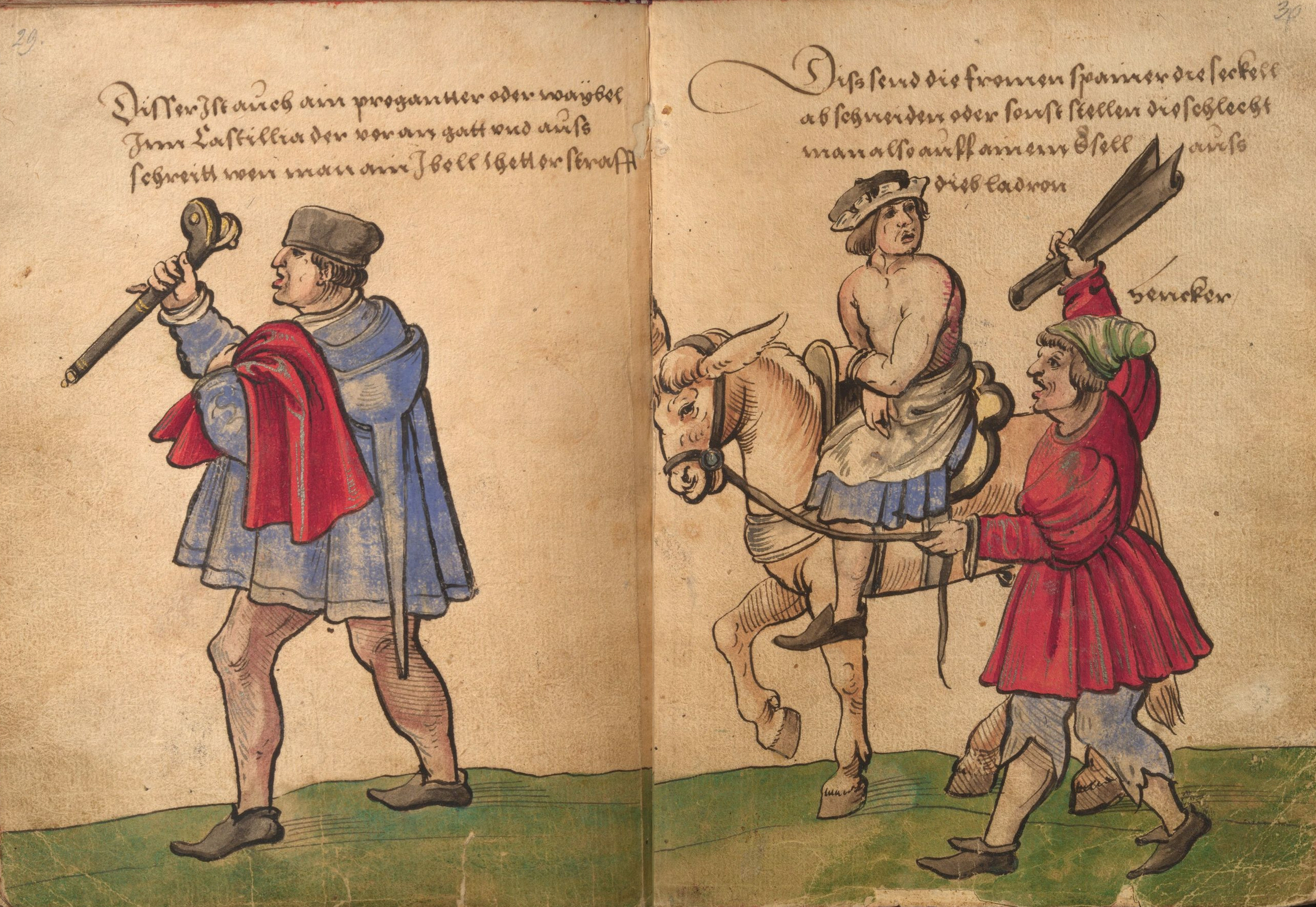
Eselsritt (rechts), Zeichnung von Christoph Weiditz, um 1530–1540

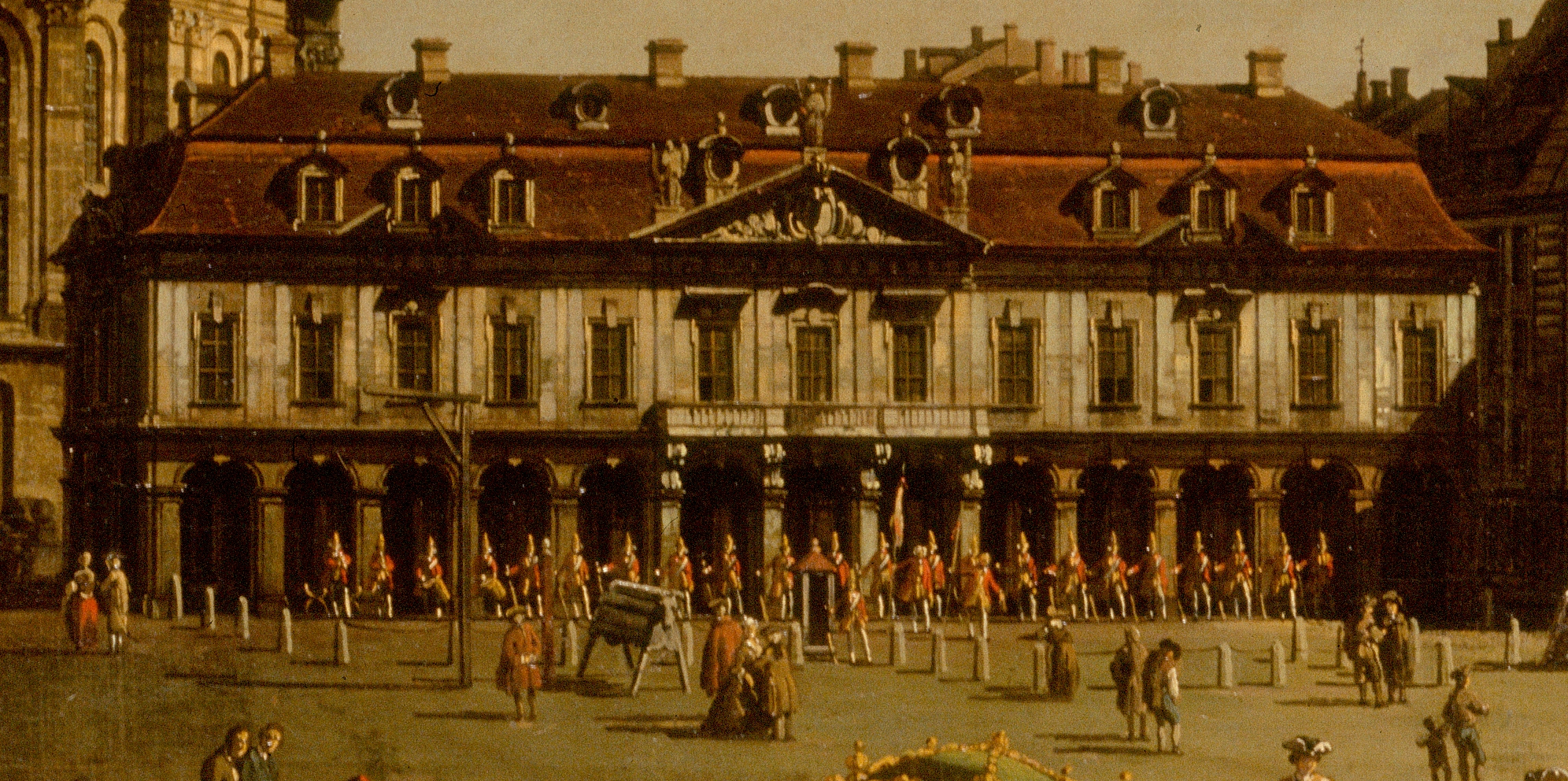
Ausschnitt aus dem Gemälde „Neumarkt in Dresden“; Zu sehen sind der Galgen, Schandpfahl und Schandesel auf dem Neumarkt von Dresden um 1747

Der Eselsritt war eine Ehrenstrafe, die seit dem 9. Jahrhundert bekannt und hauptsächlich im Mittelalter üblich war. Der Bestrafte wurde auf einem Esel durch den Ort geführt, manchmal rücklings und nackt. Die Strafprozession diente der öffentlichen Schande und Schmähung.
Diese Form der Delinquentenschande konnte z. B. Ehebrecher, Meineidige, Verräter, Gefangene und sowohl Frauen, die ihren Mann geschlagen hatten, als auch Männer, die sich hatten schlagen lassen, treffen. Auch Gegenpapst Johannes XVI. wurde unter anderem einer solchen Schandprozession unterzogen.
Eselsritte fanden im Orient ebenso wie in europäischen Ländern statt; der letzte in Deutschland ist von 1814 überliefert.
Oft wurde der Eselsritt zusammen mit anderen Ehrenstrafen wie Schandmaske und Pranger verhängt.
Der Schandesel, auch Sitzpranger oder Schandstuhl, war ein hölzernes Gestell, welches auf einem öffentlichen Platz stand. Der Betroffene hatte darauf zu sitzen.